# Priboieni
Priboieni là một xã thuộc hạt Argeș, România. Dân số thời điểm năm 2002 là 3630 người.